# Portugal International
O Portugal International é um torneio internacional anual de badmínton realizado em Portugal desde 1965. Faz parte do Circuito Europeu de Badmínton.

## Campeões
| Ano  | Singulares Homens       | Singulares Senhoras  | Pares Homens                                 | Pares Senhoras                      | Pares Mistos                              |
| ---- | ----------------------- | -------------------- | -------------------------------------------- | ----------------------------------- | ----------------------------------------- |
| 1965 | Otto Hecker             | Peggy Brixhe         | Fernando Pinto Pinto Alves                   | Isabel Salema Peggy Brixhe          | Fernando Pinto Peggy Brixhe               |
| 1966 | Anton Sauter            | Isabel Rocha         | Fernando Pinto Pinto Alves                   | Conceição Felizardo Isabel Rocha    | José Bento Isabel Rocha                   |
| 1967 | José Bento              | Isabel Rocha         | Fernando Pinto Francisco Lemos               | Conceição Felizardo Isabel Rocha    | José Azevedo Isabel Rocha                 |
| 1968 | Oscar Lujan             | não houve competição | Oscar Lujan Monge Dias                       | não houve competição                | Jan Holtnæs Cecília Geirinhas             |
| 1969 | Jan Holtnæs             | Isabel Rocha         | Jan Holtnæs Anton Sauter                     | não houve competição                | Jan Holtnæs Susan Bennett                 |
| 1970 | Erich Linnemann         | Peggy Brixhe         | Anton Sauter Erich Linnemann                 | Helena Dias Isabel Rocha            | José Bento Isabel Rocha                   |
| 1971 | Anton Sauter            | Fina Salazar         | Anton Sauter Erich Linnemann                 | não houve competição                | Alfredo Salazar Fina Salazar              |
| 1972 | Philip Smith            | Nora Gardner         | Eddy Sutton William Kidd                     | Nora Gardner Barbara Giles          | William Kidd Barbara Giles                |
| 1973 | Ray Stevens             | Margaret Beck        | Ray Stevens Elliot Stuart                    | Nora Gardner Barbara Giles          | Ray Stevens Barbara Giles                 |
| 1974 | Elo Hansen              | Barbara Giles        | David Hunt William Kidd                      | Margo Winter Barbara Giles          | David Hunt Margo Winter                   |
| 1975 | não houve competição    | não houve competição | não houve competição                         | não houve competição                | não houve competição                      |
| 1976 | Michael Wilks           | Jane Webster         | Michael Wilks Peter Bullivant                | Jane Webster Kathleen Redhead       | Peter Bullivant Kathleen Redhead          |
| 1977 | Tariq Farooq            | Karen Bridge         | Ola Eriksson Christian Lundberg              | Karen Bridge Anne Statt             | Tim Stokes Karen Bridge                   |
| 1978 | Thomas Kihlström        | Marjan Ridder        | Thomas Kihlström Bengt Fröman                | Barbara Sutton Paula Kilvington     | Eddy Sutton Barbara Sutton                |
| 1979 | Ray Stevens             | Nora Perry           | Ray Stevens Elliot Stuart                    | Nora Perry Eva Stuart               | Ray Stevens Nora Perry                    |
| 1980 | David Eddy              | Eva Stuart           | David Eddy Elliot Stuart                     | Gillian Clark Kathleen Redhead      | Ray Rofe Kathleen Redhead                 |
| 1981 | Kevin Jolly             | Catharine Troke      | Ray Stevens Derek Talbot                     | Marjan Ridder Else Thoresen         | Billy Gilliland Eva Stuart                |
| 1982 | Ray Stevens             | Catharine Troke      | Ray Stevens Darren Hall                      | Nora Perry Catharine Troke          | Ray Stevens Nora Perry                    |
| 1983 | Kevin Jolly             | Alison Fisher        | Billy Gilliland Alex White                   | Alison Fisher Jane Shipman          | Billy Gilliland Jane Shipman              |
| 1984 | Thomas Angarth          | Fiona Elliott        | Gerry Asquith Elliot Stuart                  | Fiona Elliott Eva Stuart            | Gerry Asquith Fiona Elliott               |
| 1985 | Niels Skeby             | Fiona Elliott        | Niels Skeby Poul-Erik Høyer Larsen           | Fiona Elliott J. Elliot             | Mark Elliott Fiona Elliott                |
| 1986 | Kenny Middlemiss        | Eva Stuart           | David Eddy Elliot Stuart                     | Margarida Cruz Paula Sousa          | Kenny Middlemiss Margarida Cruz           |
| 1987 | Peter Patel             | Pernille Dupont      | David Eddy Elliot Stuart                     | Pernille Dupont Lotte Olsen         | José Nascimento Lotte Olsen               |
| 1988 | Stéphane Renault        | Christelle Mol       | Nick Pettman Jon Pulford                     | Cecilia Brun Christelle Mol         | José Nascimento Christelle Mol            |
| 1989 | Øystein Larsen          | Maria José Gomes     | Øystein Larsen Trond Wåland                  | Maria José Gomes Zamy Gomes         | Flemming Glyager Gitte Hansen             |
| 1990 | Peter Smith             | Julia Mann           | Peter Smith Nitin Panesar                    | Julia Mann Tanya Groves             | Nitin Panesar Tanya Groves                |
| 1991 | Anders Nielsen          | Astrid van der Knaap | Andy Goode Glen Milton                       | Elena Denisova Marina Yakusheva     | Chris Hunt Tracy Dineen                   |
| 1992 | Andrey Antropov         | Elena Rybkina        | Andy Goode Chris Hunt                        | Joanne Wright Joanne Davies         | Andy Goode Joanne Wright                  |
| 1993 | Andrey Antropov         | Marina Andrievskaya  | Chan Kin Ngai Wong Wai Lap                   | Marina Andrievskaya Irina Yakusheva | Nikolaj Zuev Marina Yakusheva             |
| 1994 | Martin Lundgaard Hansen | Irina Yakusheva      | Thomas Damgaard Jan Jørgensen                | Rikke Olsen Helene Kirkegaard       | Martin Lundgaard Hansen Rikke Olsen       |
| 1995 | Martin Lundgaard Hansen | Anne Søndergaard     | Henrik Sørensen Martin Lundgaard Hansen      | Majken Vange Mette Hansen           | Peder Nissen Mette Hansen                 |
| 1996 | Rikard Magnusson        | Karolina Ericsson    | Ian Pearson James Anderson                   | Emma Chaffin Tracey Hallam          | Nathan Robertson Gail Emms                |
| 1997 | Peter Janum             | Anne Gibson          | Fernando Silva Hugo Rodrigues                | Karen Peatfield Tracey Hallam       | Russell Hogg Karen Peatfield              |
| 1998 | Niels Christian Kaldau  | Tanya Woodward       | James Anderson Ian Pearson                   | Tracy Dineen Sara Hardaker          | Iain Sydie Denyse Julien                  |
| 1999 | Peter Janum             | Ella Karachkova      | Manuel Dubrulle Vincent Laigle               | Sara Sankey Ella Miles              | Björn Siegemund Karen Stechmann           |
| 2000 | Rikard Magnusson        | Elena Nozdran        | Janek Roos Joachim Fischer Nielsen           | Lene Mørk Britta Andersen           | Mathias Boe Karina Sørensen               |
| 2001 | Oliver Pongratz         | Pi Hongyan           | Michael Keck Joachim Tesche                  | Ella Miles Sara Sankey              | Björn Siegemund Nicol Pitro               |
| 2002 | Niels Christian Kaldau  | Julia Mann           | Michał Łogosz Robert Mateusiak               | Lene Mørk Helle Nielsen             | Fredrik Bergström Jenny Karlsson          |
| 2003 | Niels Christian Kaldau  | Pi Hongyan           | Jim Laugesen Michael Søgaard                 | Julie Houmann Helle Nielsen         | Fredrik Bergström Johanna Persson         |
| 2004 | Stanislav Pukhov        | Tracey Hallam        | Simon Archer Robert Blair                    | Nadieżda Kostiuczyk Kamila Augustyn | Simon Archer Donna Kellogg                |
| 2005 | Arif Rasidi             | Yuan Wemyss          | Anthony Clark Simon Archer                   | Sandra Marinello Kathrin Piotrowski | Simon Archer Donna Kellogg                |
| 2006 | Michael Christensen     | Yuan Wemyss          | Anders Kristiansen Simon Mollyhus            | Liza Parker Jenny Day               | Rasmus Andersen Mie Schjøtt-Kristensen    |
| 2007 | Peter Mikkelsen         | Judith Meulendijks   | Mikkel Delbo Larsen Jacob Chemnitz           | Jenny Wallwork Suzanne Rayappan     | Rasmus Bonde Christinna Pedersen          |
| 2008 | Anand Pawar             | Kaori Imabeppu       | Ruud Bosch Koen Ridder                       | Cai Jiani Zhang Xi                  | Zhang Yi Cai Jiani                        |
| 2009 | Magnus Sahlberg         | Jill Pittard         | Ruben Gordown Khosadalina Stenny Kusuma      | Emelie Lennartsson Emma Wengberg    | Łukasz Moreń Natalia Pocztowiak           |
| 2010 | Kenn Lim                | Telma Santos         | Martin Kragh Anders Skaarup Rasmussen        | Alexandra Langley Lauren Smith      | Zvonimir Đurkinjak Staša Poznanović       |
| 2011 | Sven Eric Kastens       | Sashina Vignes Waran | Niclas Nøhr Mads Pedersen                    | Alexandra Langley Lauren Smith      | Robin Middleton Alexandra Langley         |
| 2012 | Dieter Domke            | Beatriz Corrales     | Zvonimir Đurkinjak Nikolaj Overgaard         | Alexandra Langley Gabrielle White   | Marcus Ellis Gabrielle White              |
| 2013 | Misbun Ramdan           | Ella Diehl           | Anders Skaarup Rasmussen Kim Astrup Sørensen | Lena Grebak Maria Helsbøl           | Jones Ralfy Jansen Keshya Nurvita Hanadia |
| 2014 | Rei Sato                | Sandra-Maria Jensen  | Kazuki Matsumaru Izumi Okoshi                | Sarah Thomas Carissa Turner         | Roman Zirnwald Elisabeth Baldauf          |
| 2015 | Kazumasa Sakai          | Sayaka Takahashi     | Peter Briggs Tom Wolfenden                   | Ayane Kurihara Naru Shinoya         | Filip Michael Duwall Myhren Emma Wengberg |